# رود مونرو
رود مونرو (بالإنجليزية: Rod Monroe)‏ هو سياسي أمريكي، ولد في 20 أغسطس 1942 في كندا. حزبياً، نشط في الحزب الديمقراطي. وقد انتخب عضو مجلس ولاية أوريغون وانتخب عضو مجلس نواب أوريغون.